# Ramot HaShavim
Ramot Hashavim (en hébreu: רָמוֹת הַשָּׁבִים) est un village juif dans le centre d'Israël et a été fondée par des immigrants juifs allemands en Israël. Il est situé entre Hod HaSharon et Raanana. En 2007, il avait une population de 1300 habitants.
Il a été établi comme un moshav en 1933 par des immigrants allemands de la Cinquième Aliyah. En 1951, il est devenu un conseil local, mais dans le cadre de la réforme des collectivités locales en 2003, redevenue village relevant de la compétence d'un conseil régional.